# Titu Cusi Yupanqui
Titu Cusi Yupanqui (Cusco, 1535 – Vilcabamba, 1571) è stato un imperatore (Qhapaq) inca.
Si tratta del terzo sovrano della dinastia inca di Vilcabamba. Era uno dei figli di Manco II, nato dall'unione del suo animoso genitore con una sposa secondaria. Succedette al legittimo erede di quest'ultimo, l'inca supremo Sayri Tupac, quando questi abbandonò le sue prerogative sovrane per recarsi al Cusco, sotto la tutela degli spagnoli. Regnò dal 1563 al 1571, anno della sua morte.

## Anni giovanili
Non conosciamo il nome originario di questo sovrano Inca. Titu Cusi Yupanqui è l'appellativo che assunse al momento della sua incoronazione e, in lingua quechua,  significa magnanimo, felice, memorabile. All'età di quattro anni, mentre si trovava con il padre Manco nel ridotto di Vilcabamba, venne catturato dagli spagnoli durante un cruento attacco e condotto, quale ostaggio, al Cusco insieme alle mogli dell'inca fuggiasco.
Titu Cusi venne affidato alle cure di un ufficiale giudiziario, tale Oñate, e rimase per quattro anni tra i nemici della sua gente. Non abbiamo resoconti di questa sua esperienza se si eccettuano le notizie che lui stesso ha tramandato. Ammette di aver ricevuto un buon trattamento e chiarisce di doverlo all'interessamento del padre che, segretamente, aveva fatto avvicinare il suo custode promettendogli una cospicua ricompensa per le cure che avrebbe prestato al figlio prigioniero. In questi quattro anni Titu Cusi avrà sicuramente appreso la lingua castigliana, ma altrettanto sicuramente deve averla dimenticata perché, quando, ormai diventato sovrano, tratterà con gli emissari del potere spagnolo, avrà necessità di un interprete per intendersi.
All'età di circa otto anni Titu Cusi Yupanqui si ricongiunse, finalmente, con il suo augusto genitore che, ormai attestato in tutta sicurezza nel territorio di Vilcabamba, inviò dei fidati emissari per rapire il piccolo e portarlo in salvo nel nuovo regno inca sorto tra le montagne. La sua permanenza con il padre fu, però, di breve durata perché, in capo a poco meno di un anno, Manco sarebbe stato ucciso proprio da quegli spagnoli che aveva accolto alla sua piccola corte per sottrarli all'ira dei loro compatrioti, nell'epilogo delle guerre civili che stavano insanguinando il Perù.
Titu Cusi avrebbe serbato un perenne ricordo di questa tragedia a cui aveva assistito personalmente e di cui serbava un sostanziale ricordo. In una gamba conservava una cicatrice indelebile lasciata da un colpo di lancia che uno degli assassini di suo padre gli aveva assestato nella furia dell'uccisione. Più tardi L'inca avrebbe raccontato con dovizia di particolari il cruento episodio e evrebbe ricordato di essersi salvato solo grazie a dei provvidenziali cespugli che gli avevano permesso di nascondersi, seppure ferito.

## Avvento al trono
Dopo la morte di Manco, i personaggi più influenti del regno di Vilcabamba si riunirono per eleggere il nuovo sovrano. Titu Cusi era il primo, per età, ma la sua nascita da una moglie secondaria mal si addiceva alle tradizioni incaiche e gli fu preferito il fratellastro minore Sayri Tupac che, giovanissimo, avrebbe occupato il trono sotto la tutela di nobili esperti. Durante il regno di Sayri Tupac, l'indirizzo politico del piccolo regno di Vilcabamba si orientò verso la ricerca di una pacifica convivenza con le forze iberiche e questa mutata attitudine permise l'intavolarsi di trattative di pace.
L'epilogo di questi negoziati fu l'abdicazione di Sayri Tupac che, allettato dalle offerte spagnole, abbandonò Vilcabamba per recarsi al Cuzco, confortato da ricche prebende. La permanenza di Sayri Tupac tra gli spagnoli ebbe, però, una breve durata perché in capo a poco più di tre anni, il giovane principe, improvvisamente, morì. Non mancarono le accuse di avvelenamento e il triste epilogo di questo tentativo di riappacificazione influì negativamente sugli inca di Vilcabamba che si sentirono fortemente motivati nel mantenere la propria indipendenza.
Un nuovo sovrano doveva essere eletto e Titu Cusi Yupanqui pose la sua candidatura. Restava un altro figlio legittimo di Manco, Túpac Amaru, ma era ancora fanciullo e, in più, non mostrava particolari attitudini guerriere. Dopo le passate esperienze, Vilcabamba aveva bisogno di un sovrano energico e la casta militare impose Titu Cusi Yupanqui. Túpac Amaru venne destinato al sacerdozio ed inviato in un tempio a custodire le spoglie mummificate del padre e le altre sacre reliquie degli inca, contornato da una schiera di vergini del Sole.

## Politica verso gli spagnoli
Al momento del suo avvento al trono degli inca, Titu Cusi intraprese una serie di azioni nei confronti degli spagnoli. I suoi obiettivi furono prevalentemente centri isolati e comitive in transito, ma a prescindere dell'effetto limitato di queste spedizioni, l'impatto delle sue rappresaglie fu notevole presso gli occupanti. Da anni i residenti europei vivevano in pace e il fatto di vedere minacciate le loro comunicazioni e assaliti i loro insediamenti li spinse a cercare una via di composizione pacifica del conflitto.
Era quello che voleva il nuovo Signore di Vilcabamba. Titu Cusi era infatti consapevole che non era più possibile scacciare dal Perù gli invasori ormai troppo numerosi, ma sperava, almeno, di poter mantenere una forma di indipendenza nei territori sotto il suo dominio. In questo contesto, le minacce che aveva portato, con le sue incursioni, gli permettevano di trattare su un piede di parità con il potente vicino. Dei parlamentari vennero infatti intrapresi dalle autorità di Lima e vennero avanzate delle proposte di pace per convincere l'ostinato inca a cessare la sua ribellione.
Le condizioni che vennero offerte a Titu Cusi erano di tutto rispetto. Gli si proponeva di entrare a far parte della comunità spagnola con onori e privilegi. Suo figlio avrebbe potuto sposare la figlia ed erede di Sayri Tupac ed avrebbe potuto godere, per sempre, delle ambite proprietà che costei portava in dote. Si trattava di possedimenti assai estesi che avrebbero reso la famiglia di Titu Cusi una delle più ricche del Perù, ma l'inca voleva anche mantenere il dominio su Vilcabamba e gli spagnoli non volevano rischiare di vedere scoppiare un'altra ribellione nel selvaggio territorio montano. Una soluzione venne infine trovata. Titu Cusi avrebbe mantenuto il possesso di Vilcabamba, ma solo come una encomienda concessa dalla Corona. Di fatto, anche questo territorio sarebbe entrato a far parte della giurisdizione spagnola, ma sarebbe stato amministrato da Titu Cusi in persona.
Il sovrano inca si dimostrò un abile negoziatore e richiese ancora una sorta di amnistia per sé e per i suoi sudditi, per quanti crimini avessero commesso nei confronti degli spagnoli. In più pretese che tutti coloro che si erano rifugiati in Vilcabamba potessero restarvi a loro piacimento accettando, per contropartita, di non accogliere mai più alcun fuggitivo. Gli spagnoli, da parte loro, pretesero che l'inca si impegnasse a lasciar predicare la religione cattolica nei suoi territori e, su questa base, fu infine raggiunto un accordo.
Un vero e proprio trattato di pace venne firmato il 24 agosto del 1566 presso il fiume Ancobamba e Titu Cusi Yupanqui lo ratificò ufficialmente il 9 luglio del 1567 giurando, alla presenza dei suoi sudditi, fedeltà alla Corona spagnola. Alle difficili trattative avevano partecipato alcuni dei più insigni giuristi e funzionari spagnoli del Perù, tra cui Juan de Matienzo, Diego Rodriguez de Figueroa e Garcia de Castro. Lo stesso monarca Filippo II di Spagna aveva seguito dall'Europa i negoziati e si era fatto promotore di una richiesta di dispensa papale per far sposare il figlio di Titu Cusi alla figlia di Sayri Tupac, sua cugina. Il vero vincitore era però Titu Cusi Yupanqui. Per molti anni aveva tenuto lontano dal suo regno le armate spagnole ed ora poteva continuare ad amministrare i suoi domini con solo qualche insignificante concessione.

## Conversione al cattolicesimo
Il trattato dell'Ancobamba prevedeva il libero accesso di missionari cattolici nel territorio di Vilcabamba e Titu Cusi Yupanqui non si sottrasse agli impegni assunti. Antonio de Vera e  Francisco de Veredas furono i primi sacerdoti che penetrarono nel piccolo regno degli inca. Il loro primo atto fu quello di battezzare il piccolo Quispe Titu, il figlio di Tito Cusi quale preliminare per il successivo matrimonio con la cugina Beatriz Clara Coya. Successivamente costruirono una chiesa a Charco, un villaggio sul fiume Apurimac e fecero anche dei proseliti, ma l'evangelizzazione degli indios andava assai a rilento.
Inaspettatamente Titu Cusi Yupanqui chiese di essere battezzato, ma pretese che il sacramento gli fosse amministrato dal priore degli agostiniani. Ottenne l'alto onore e in cambio permise a un altro frate agostiniano, Marcos Garcia, di rimpiazzare i primi evangelizzatori che riguadagnarono mestamente il Cuzco. Il nuovo arrivato era animato da una fede inflessibile e si inimicò ben presto l'inca a cui rinfacciava duramente il concubinato, malgrado la fede cattolica che il sovrano asseriva di voler professare.
Un altro frate, Diego Ortiz che lo raggiunse un anno dopo, si mostrò più condiscendente e riuscì a guadagnarsi la fiducia di Titu Cusi. L'atteggiamento di Titu Cusi Yupanqui oscillava tra un vero interesse per la religione degli spagnoli e il desiderio di conservare il culto dei suoi antenati. Il suo comportamento nei confronti dei missionari rispecchiava questa sua altalenante posizione e, di volta in volta, i suoi interlocutori assistevano ad atti di estrema condiscendenza o di aspre reprimende.

## Stesura delle sue memorie
Nella biblioteca dell'Escorial, codice L. I. 5, si trova un manoscritto di 306 fogli che dal foglio 131 al 196 conserva le memorie di Titu Cusi Yupanqui. Il titolo originale è il seguente: ISTRUCCION DEL YNGA D. DIEGO DE CASTRO TITO CUSSI YUPANGUI PARA EL MUY ILLUSTRE SEÑOR EL LICENCIADO LOPE GARCIA DE CASTRO, GOBERNADOR QUE FUE DESTOS REINOS DEL PIRU, TOCANTE A LOS NEGOCIOS QUE CON SU MAJESTAD EN SU NOMBRE POR SU PODER HA DE TRATAR, LA CUAL ES ESTA QUE SE SIGUE.
L'opera è datata 6 febbraio 1570 e indica come testi frate Marcos García, frate Diego Ortiz, Pablo Gualpa Yupangui, Martín Cosiguaman e Gaspar Xulca Yanac. È sottoscritta dai due frati e da Martín Pardo, como scrivano. Si tratta di una relazione composta dallo stesso Titu Cusi e dettata al suo segretario sotto la supervisione di Garcia. Abbraccia tutta l'epoca della conquista, dallo sbarco dei primi spagnoli a Tumbez, fino alle ultime vicende di Vilcabamba. La sua importanza è evidente, in quanto si tratta di una delle rarissime esposizioni della fine dell'impero inca, visto dalla parte degli indigeni soccombenti.

## Morte di Titu Cusi Yupanqui
Titu Cusi Yupanqui aveva assunto, come segretario, un meticcio di nome Martin Pando. Costui gli faceva da interprete, scriveva per lui i messaggi alle autorità spagnole e gli forniva ottimi consigli sul modo di comportarsi nelle questioni politiche. Era assai considerato dall'Inca che ne aveva fatto una sorta di amico e consigliere di fiducia. Nel 1571, il sovrano inca si era recato a Puquiura, la località dove suo padre Manco era stato ucciso e ne aveva celebrato la memoria. Successivamente si era dilettato ad allenarsi alla scherma con il suo fidato segretario ed aveva preso freddo essendo già molto sudato. Per riscaldarsi aveva bevuto molta chicha ed aveva subito un improvviso malore.
Il suo stato si era aggravato, aveva vomitato sangue e il segretario gli aveva propinato un rimedio improvvisato, composto da bianco d'uovo e zolfo. L'inca era spirato subito dopo e i suoi fedeli pensarono al veleno. Martin Pando fu ucciso all'istante, poi, si trasse Diego Ortiz, il frate, dalla sua abitazione e gli si ingiunse di dire una messa per far resuscitare il defunto. Il malcapitato religioso accettò di officiare la cerimonia, ma avvertì che non avrebbe sortito lo scopo desiderato. Quando fu evidente che l'inca non avrebbe ripreso vita, Ortiz fu linciato.
Le sue sofferenze durarono tre giorni e gli valsero il riconoscimento di martire della fede (ancorché a torto, dal momento che non era stato ucciso per questioni di fede). Nell'esasperazione del momento, tutte le manifestazioni esteriori del cristianesimo vennero cancellate dallo stato di Vilcabamba. Le croci vennero bruciate e le chiese vennero distrutte. Infine si trasse Túpac Amaru, il figlio superstite di Manco II dal suo tempio, dove aveva sempre professato la religione degli avi, e lo si proclamò inca supremo.

## Discendenza
Quispe Titu, il figlio di Titu Cusi Yupanqui che sembrava destinato a sposare la ricca cugina Beatriz non ebbe una vita felice. Venne condotto al Cuzco, quando suo zio Túpac Amaru venne catturato e in seguito venne confinato a Lima. Pare sia morto giovane e senza eredi anche se in un testamento recentemente ritrovato egli afferma di attendere un figlio da una donna indigena, al momento della sua morte. Sempre in detto testamento egli cita una sua sorella, vivente al Cuzco, di cui peraltro si ignora altrimenti l'esistenza.